# اكاديمية شياولياي
أكاديمية شياولياي هي أكاديمية لكرة القدم الليتوانية من مدينة شياولياي. يُعرف الفريق ببساطة باسم «شياولياي». تقوم الأكاديمية بتدريب فرق النساء والرجال وكذلك مجموعات الأطفال والقصر في بطولات "U".

## تاريخ الاكاديمية
تأسست أكاديمية كرة القدم في شياولياي في عام 2007، بعد اندماج نادي نابوليس شياولياي ومدرسة "Klevas" الرياضية.

### فريق الرجال
فريق كرة القدم للرجال يشارك تحت اسم اكاديمية شياولياي. في عامي 2010 و 2016، لعب الفريق في بطولة منطقة Šiauliai III Lyga (الدرجة الرابعة). في عامي 2017 و 2018، لعب الفريق في II Lyga (الدرجة الثالثة). في عام 2017، حقق الفريق المركز الرابع والسادس في عام 2018.
في عام 2018 كأس ليتوانيا لكرة القدم، خسر فريق شياولياي أمام FK Sūduva Marijampolė 0: 7 في الجولة 1/32.
في عام 2019، تقدم اتحاد كرة القدم شياولياي بطلب للحصول على ترخيص للعب في I Lyga (المستوى الثاني)، على الرغم من أنهم احتلوا المركز السادس في 2018 II Lyga . فشل النادي في تلبية معايير الترخيص، ولم يتم إصدار ترخيص I Lyga. ومع ذلك، تم منح النادي استثناء، لعب النادي في 2019 LFF I Lyga وانتهى في المركز السادس.

### فريق كرة الصالات
انضم فريق FA Šiauliai لكرة الصالات للرجال إلى دوري الدرجة الأولى لكرة الصالات A Lyga في موسم 2019-2020.

## المواسم الأخيرة
| الموسم | مستوى | الدوري              | مكان  | المرجعي           |
| ------ | ----- | ------------------- | ----- | ----------------- |
| 2010   | 4.    | III Lyga (Šiauliai) | 9.    |                   |
| 2016   | 4.    | III Lyga (Šiauliai) | 6.    |                   |
| 2017   | 3.    | II ليجا (الغرب)     | 4.    | [ 5 ]             |
| 2018   | 3.    | II ليجا (الغرب)     | 6.    | [ 6 ]             |
| 2019   | 2.    | أنا ليجا            | 6.    | [ 7 ] [ 4 ] [ 8 ] |
| 2020   | 2.    | أنا ليجا            | 5.    | [ 9 ]             |
| 2021   | 2     | أنا ليجا            | الأول | [ 10 ]            |
| 2022   | 1.    | ليجا                | .     | [ 11 ]            |

| الموسم    | مستوى | الدوري             | الفصل العادي | يتنحنح        |
| --------- | ----- | ------------------ | ------------ | ------------- |
| 2019-2020 | 1.    | كرة الصالات أ ليجا | 4.           | الربع النهائي |

## ملعب
ملعب Savivaldybė هو ملعب متعدد الأغراض يقع في iauliai ، ليتوانيا. يتم استخدامه حاليًا في الغالب لمباريات كرة القدم، وهو الملعب الرئيسي لفريق FA iauliai. سعة الملعب 4000. يقع الملعب في: S. Daukanto g. 23، شياولياي.

## الفريق الحالي
ملاحظة: الاعلام تشير إلى المنتخب الوطني كما هو محدد بموجب القواعد الاهلية للفيفا. اللاعبين ربما يكون لديهم عقود متعددة مع فرق مختلفة.
 
| No. | Pos.      | Nation                    | Player                                   |
| --- | --------- | ------------------------- | ---------------------------------------- |
| 1   | حارس مرمى | اتحاد ليتوانيا لكرة القدم | Lukas Paukštė (on loan from نادي تراكاي) |
| 2   | مدافع     | اتحاد ليتوانيا لكرة القدم | Ernestas Pilypas                         |
| 3   | مدافع     | اتحاد ليتوانيا لكرة القدم | Vytas Gašpuitis                          |
| 5   | مدافع     | اتحاد ليتوانيا لكرة القدم | Kristupas Mantinis                       |
| 6   | لاعب وسط  | اتحاد ليتوانيا لكرة القدم | Grantas Jaseliūnas                       |
| 7   | لاعب وسط  | اتحاد ليتوانيا لكرة القدم | Justas Petravičius                       |
| 8   | لاعب وسط  | اتحاد ليتوانيا لكرة القدم | Karolis Mantinis                         |
| 9   | مهاجم     | اتحاد أوكرانيا لكرة القدم | Oleksiy Shchebetun                       |
| 10  | لاعب وسط  | اتحاد ليتوانيا لكرة القدم | Dominykas Kubilinskas                    |
| 11  | لاعب وسط  | اتحاد ليتوانيا لكرة القدم | Deividas Šešplaukis                      |
| 13  | لاعب وسط  | اتحاد ليتوانيا لكرة القدم | Daniel Romanovskij                       |
| 16  | حارس مرمى | اتحاد ليتوانيا لكرة القدم | Evaldas Jurgelis                         |
| 17  | مهاجم     | اتحاد ليتوانيا لكرة القدم | Eligijus Jankauskas                      |

| No. | Pos.      | Nation                    | Player                                               |
| --- | --------- | ------------------------- | ---------------------------------------------------- |
| 18  | مدافع     | اتحاد ليتوانيا لكرة القدم | Rimvydas Sadauskas                                   |
| 19  | لاعب وسط  | اتحاد ليتوانيا لكرة القدم | Simonas Paulius                                      |
| 22  | لاعب وسط  | اتحاد ليتوانيا لكرة القدم | Sergej Amirzian                                      |
| 28  | لاعب وسط  | اتحاد ليتوانيا لكرة القدم | Gustas Zabita (on loan from نادي داينافا لكرة القدم) |
| 29  | لاعب وسط  | اتحاد ليتوانيا لكرة القدم | Deividas Dovydaitis                                  |
| 30  | لاعب وسط  | اتحاد ليتوانيا لكرة القدم | Emilis Gasiūnas                                      |
| 32  | لاعب وسط  | اتحاد ليتوانيا لكرة القدم | Gabrielius Micevičius                                |
| 33  | لاعب وسط  | اتحاد ليتوانيا لكرة القدم | Gabijus Micevičius                                   |
| 61  | حارس مرمى | اتحاد ليتوانيا لكرة القدم | Gustas Baliutavičius                                 |
| 77  | مدافع     | اتحاد ليتوانيا لكرة القدم | Rokas Lekiatas                                       |
| 82  | مدافع     | اتحاد ليتوانيا لكرة القدم | آلجيس يانكاوسكاس                                     |

## أشهر اللاعبين
- Deividas Lunskis (2017, 2018)
- Daniel Romanovskij (since December 2021)

## المدراء
- Renatas Vestartas (since 2017 till the end of 2020 season)
- Mindaugas Čepas (since 2021)

## روابط خارجية
- موقع رسمي